# CCDC71L
CCDC71L (англ. Coiled-coil domain containing 71 like) – білок, який кодується однойменним геном, розташованим у людей на 7-й хромосомі. Довжина поліпептидного ланцюга білка становить 235 амінокислот, а молекулярна маса — 26 261.
| 10         |  | 20         |  | 30         |  | 40         |  | 50         |
| ---------- |  | ---------- |  | ---------- |  | ---------- |  | ---------- |
| MRRSMKRRRR |  | RRPVAPATAA |  | RGGDFRAEDG |  | AGLEAREEKV |  | VYSRSQLSLA |
| DSTKALGDAF |  | KLFMPRSTEF |  | MSSDAELWSF |  | LCSLKHQFSP |  | HILRSKDVYG |
| YSSCRALVPD |  | PPGPPTARGQ |  | ARRPVPRAAA |  | RRRRRGARAA |  | AARRRKPRPP |
| PPPPPPPEES |  | CPAKPVAPGP |  | CFGGRTLEEI |  | WRAATPTLTT |  | FPTIRVGSDV |
| WGERSLAAAR |  | RRARQVLRVN |  | LEPMVRLRRF |  | PVPRA      |  |            |

A: Аланін

C: Цистеїн

D: Аспарагінова кислота

E: Глутамінова кислота

F: Фенілаланін

G: Гліцин

H: Гістидин

I: Ізолейцин

K: Лізин

L: Лейцин

M: Метіонін

N: Аспарагін

P: Пролін

Q: Глутамін

R: Аргінін

S: Серин

T: Треонін

V: Валін

W: Триптофан

Кодований геном білок за функцією належить до фосфопротеїнів. 
Задіяний у такому біологічному процесі, як альтернативний сплайсинг. 